# Elecciones generales de Costa Rica de 1919
Las elecciones presidenciales de Costa Rica de 1919 se realizaron el domingo 7 de diciembre de 1919 y fueron las primeras en efectuarse tras el derrocamiento y exilio del dictador Federico Tinoco. El candidato ganador Julio Acosta García, exdiputado y ex canciller del gobierno derrocado por Tinoco, había sido precisamente uno de sus férreos opositores y líder de grupos armados antitinoquistas, lo que le valió una gran popularidad. Esto a pesar de que fueron polémicas su afiliación como masón y teósofo, al menos entre algunos sectores de la Iglesia Católica, si bien la controversia no pasó a más.
El tinoquismo se agrupó en torno al recién fundado Partido Demócrata y postuló como candidato al doctor José María Soto Alfaro, denotado tinoquista, dos veces diputado y hermano del expresidente Bernardo Soto Alfaro. Soto incluso fue fundador del llamado «Club 27 de enero» cuya fecha conmemoraba el golpe de Estado tinoquista del 27 de enero de 1917 que derrocó a González Flores y que era uno de los sostenes del régimen tinoquista.

## Legislativas
Las elecciones legislativas de 1919 se dieron simultáneamente con las presidenciales el 2 de diciembre.   Recién había sido derrocado Federico "Pelico" Tinoco quien previamente había derrocado al presidente constitucional Alfredo González Flores y había sido candidato único en las elecciones de 1917, así como había creado una nueva Constitución que formó un congreso bicameral. Pero, al ser derrocado Tinoco dicha constitución fue abolida y se restableció la de 1871 que establecía un Congreso unicameral de 43 diputados propietarios y 15 suplentes, y fue bajo esta Constitución que se realizaron las elecciones de 1919. El líder de la rebelión anti-tinoquista y candidato del Partido Constittucional Julio Acosta fue prácticamente candidato único, si bien el tinoquismo se reorganizó en el Partido Demócrata y postuló a José María Soto Alfaro. No obstante, ser tachado de «tinoquista» en ese momento resultaba peligroso, así que el acostismo fue a las elecciones tanto presidenciales como parlamentarias prácticamente sin oposición. De los 43 diputados, 42 fueron acostistas y solo uno fue demócrata.

## Resultados

### Presidente
| Voto popular | Voto popular | Voto popular | Voto popular | Voto popular |
| ------------ | ------------ | ------------ | ------------ | ------------ |
|              |              |              |              |              |
| Acosta       | Acosta       |              | 89.1 %       | 89.1 %       |
| Soto         | Soto         |              | 10.9 %       | 10.9 %       |

| Candidato       | Candidato              | Partido        | Votos  | %    |
| --------------- | ---------------------- | -------------- | ------ | ---- |
|                 | Julio Acosta García    | Constitucional | 42,319 | 89.1 |
|                 | José María Soto Alfaro | Demócrata      | 5,178  | 10.9 |
| Nulos           | Nulos                  | Nulos          | 7      | -    |
| Total           | Total                  | Total          | 47,504 | 100  |
| Registrados     | Registrados            | Registrados    | 84,283 | 56%  |
| Fuente: Nohlen; |                        |                |        |      |

| San José   | 93.81 | 6.18  |
| Alajuela   | 83.83 | 16.16 |
| Cartago    | 98.92 | 1.07  |
| Heredia    | 83.85 | 16.17 |
| Guanacaste | 77.27 | 22.72 |
| Puntarenas | 85.35 | 14.64 |
| Limón      | 97.05 | 2.95  |
| Total      | 89.1  | 10.9  |
| Fuente:    |       |       |

### Congreso
| Partido               | Votos  | %    | Escaños |
| --------------------- | ------ | ---- | ------- |
| Constitucional        | 26,751 | 74.9 | 42      |
| Demócrata             | 3,014  | 8.4  | 1       |
| Acostista             | 2,183  | 6.1  |         |
| Constitucional        | 1,911  | 5.3  |         |
| Unión provincial      | 1,123  | 3.1  |         |
| Obrero acostista      | 616    | 1.7  |         |
| Constitucional obrero | 106    | 0.3  |         |
| Acostista conciliador | 20     | 0.1  |         |
| Nulos                 | 190    | -    | -       |
| Total                 | 35,743 | 100  |         |
| Fuente: Nohlen        |        |      |         |